# Neoeromene lutea
Neoeromene lutea là một loài bướm đêm trong họ Crambidae.